# Région andine (Colombie)

Région Andine sur une carte de Colombie.

La région Andine est une région naturelle de Colombie. C'est une région montagneuse où se concentre la majorité de la population du pays. Là se trouvent les plus grandes villes du pays dont Bogota, la capitale, Medellin ou Cali. Dans cette région, les Andes se subdivisent en trois cordillères : Occidentale, Centrale et Orientale. C’est dans la cordillère centrale que l’on retrouve les plus hauts sommets, dont certains sont constamment couverts de neige comme les pics volcaniques du Nevado del Huila (5 750 m) ou du Nevado del Tolima (5 616 m).